# Норча (Перуђа)
Норча (итал. Norcia) је насеље у Италији у округу Перуђа, региону Умбрија.
Према процени из 2011. у насељу је живело 2964 становника. Насеље се налази на надморској висини од 604 м.

## Становништво
Према резултатима пописа становништва 2011. у општини је живело 4.915 становника.
| 1931.  | 1936. | 1951. | 1961. | 1971. | 1981. | 1991. | 2001. | 2011. |
| ------ | ----- | ----- | ----- | ----- | ----- | ----- | ----- | ----- |
| 10.002 | 8.225 | 7.977 | 6.476 | 5.458 | 4.767 | 4.726 | 4.872 | 4.915 |

## Партнерски градови
- Отобојрен